# Grand escalier de Tchkalov
Le grand escalier de Tchkalov (russe : Чкаловская лестница) est un escalier monumental situé dans le centre de Nijni Novgorod, reliant la place de Minine et Pojarski, le quai supérieur de la Volga et le quai inférieur de la Volga. Il a été construit par les architectes Alexandre Iacovleff, Lev Roudnev et Vladimir Munts. C'est le plus long escalier de Russie. L'escalier part du monument de Tchkalov, près de la tour Saint-Georges du Kremlin. Il est construit en forme de huit et se compose de 560 marches, en comptant les deux côtés. Le nombre de marches de bas en haut est de 442 à droite. Aux intersections des pentes latérales, il y a deux plates-formes d'observation. Au bas de l'escalier se trouve un monument au bateau Héros, situé sur le talus de la Basse-Volga.

## Histoire

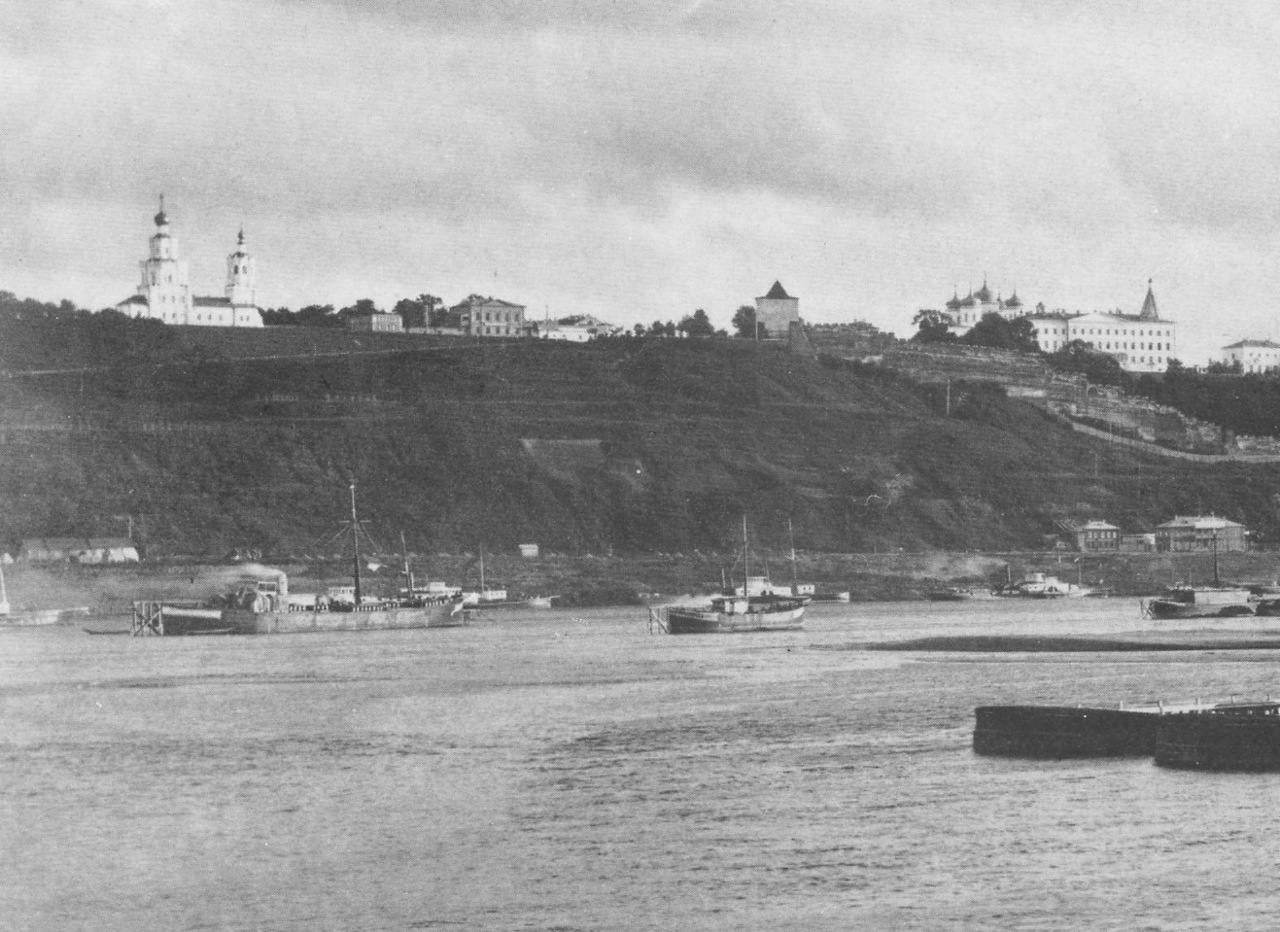
Vue du versant de la Volga, de l’église St George et du kremlin de Nijni Novgorod depuis le village de Bor (1886).

Pendant l'Empire russe et jusqu'au milieu des années 1940, le site du grand escalier de Tchkalov s'appelait le versant de la Volga. C'était l'un des endroits les plus populaires parmi les résidents et les visiteurs de Nijni Novgorod. Au sommet se trouvait un rebord semi-circulaire avec une vue sur la plaine inondable de Bor. Maintenant, il y a un monument en l'honneur de Valeri Tchkalov.
Les premières idées pour la construction de l'escalier sur le versant de la Volga ont été avancées par Alexandre Choulpine, le président du comité exécutif de la ville de Gorki, en 1939. Les escaliers devaient relier le centre de la ville à la Volga, et surpasser l'escalier du Potemkine à Odessa. Mais la réalisation du projet a été empêchée par la Seconde Guerre mondiale (front de l'Est).
La réalisation des plans a été retardée jusqu'en 1943. Cette année-là, Gorki (nom de la ville à l'époque) a commencé à reconstruire activement les bâtiments détruits et les entreprises industrielles après le bombardement allemand. Puis Choulpine a recommencé à promouvoir son idée. La même année, il part en voyage d'affaires à Moscou et présente le projet aux architectes de Léningrad Alexandre Iacovleff, Lev Roudnev et Vladimir Munts. Lorsque l'accord a été reçu, le gouvernement de Moscou a alloué de l'argent pour la construction de cet escalier grandiose en l'honneur de la victoire de la bataille de Stalingrad. L'escalier lui-même devait être appelé l'« escalier de Stalingrad ». La construction a commencé la même année, réalisée par des prisonniers allemands. L'escalier a été inauguré en 1949. Le président du comité exécutif de la ville a dépensé environ 7 millions de roubles pour sa construction et a été arrêté pour détournement de fonds publics dans l'affaire de Léningrad. Il a été réhabilité après la mort de Staline.

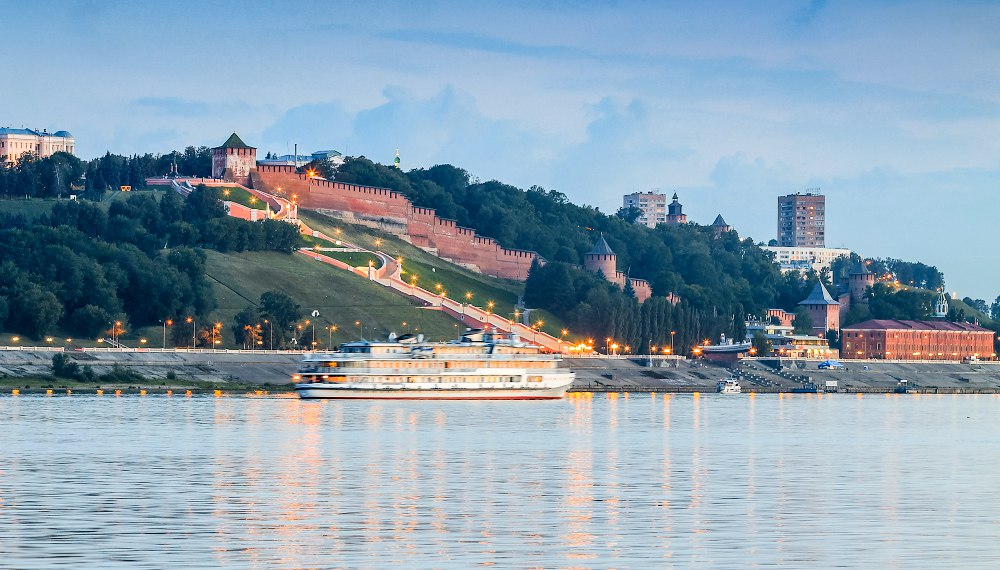
Vue du grand escalier de Tchkalov depuis la Volga.

L'escalier est l'un des monuments les plus reconnaissables de la ville. Des courses sportives sont organisées sur le grand escalier de Tchkalov.
En 1985, un monument au bateau Héros a été érigé au pied de l'escalier. Le bateau était populaire auprès des jeunes mariés. Jusqu'en 2008, ses hélices étaient constamment décorées de rubans colorés. Pour éviter cela, des structures métalliques ont été installées.
La dernière restauration de l'escalier a été réalisée en 2012-2013.

## Galerie

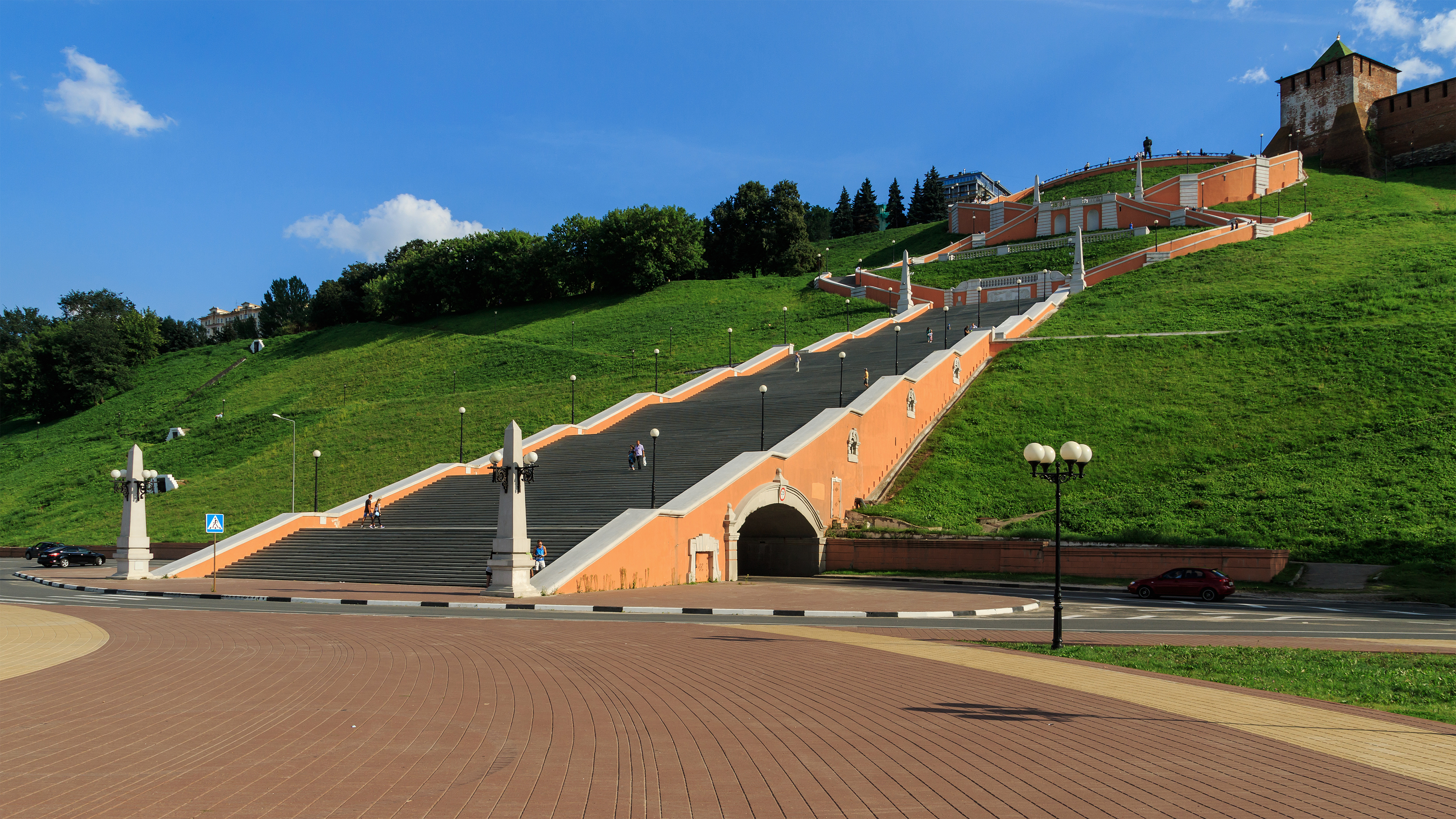
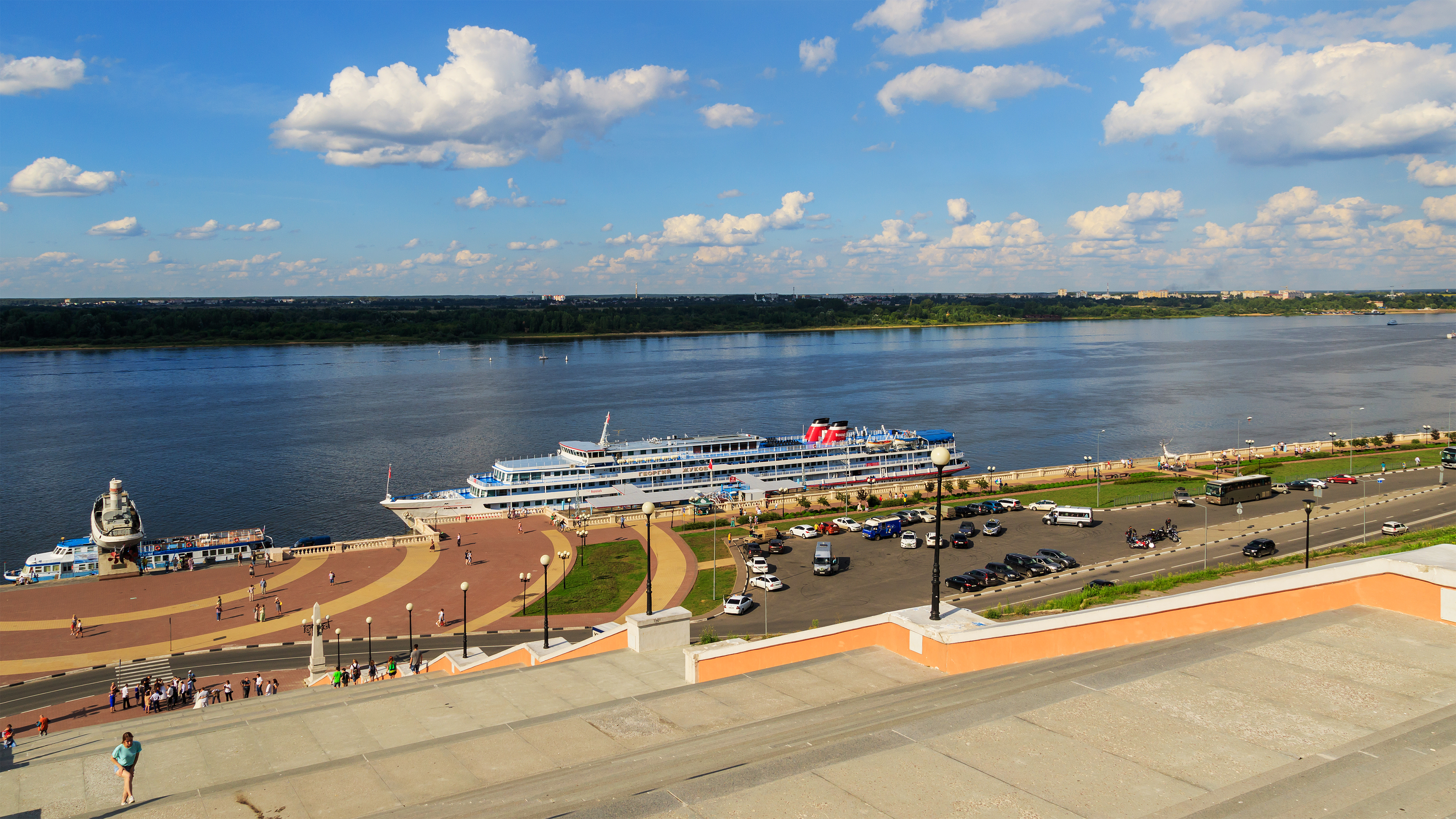
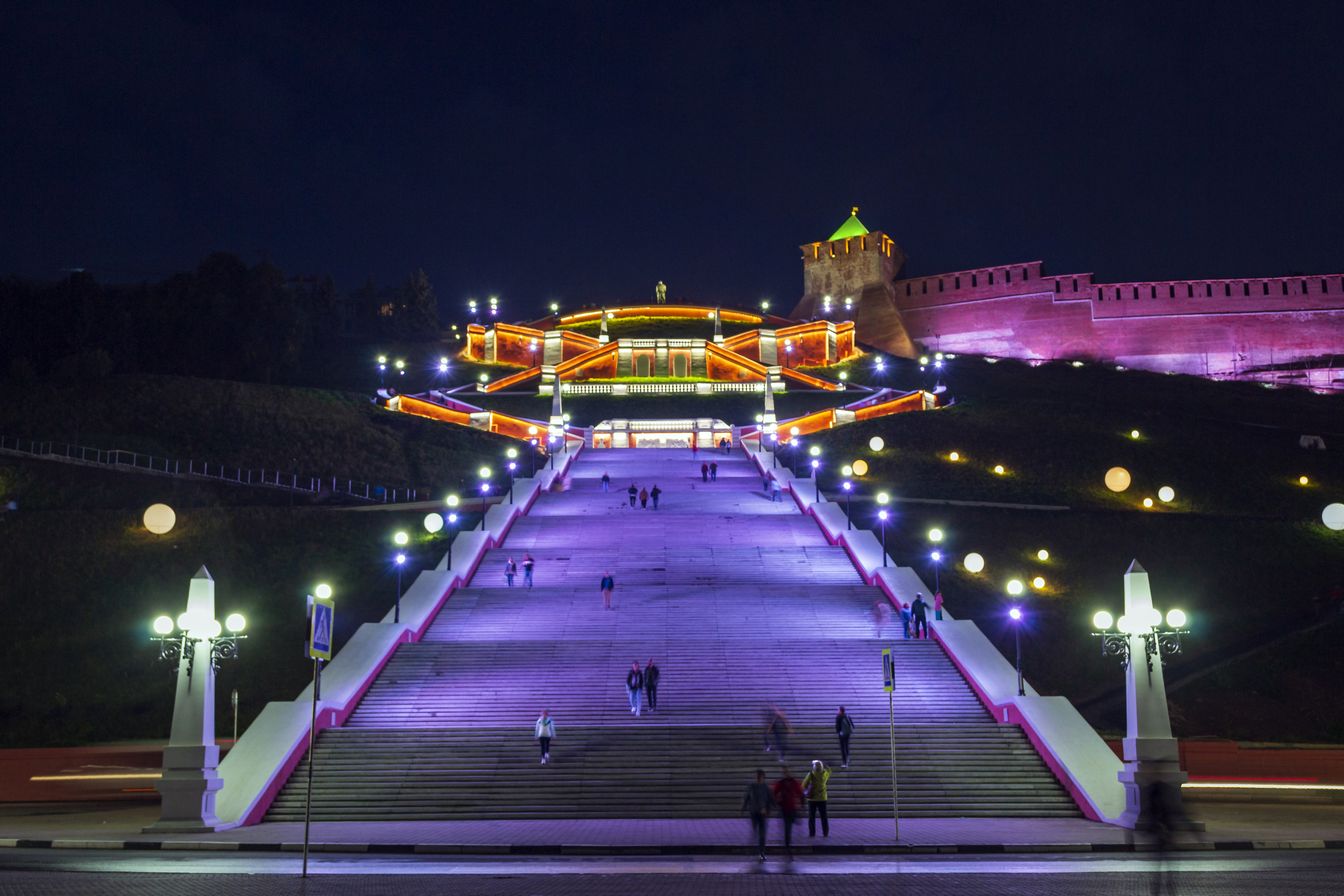
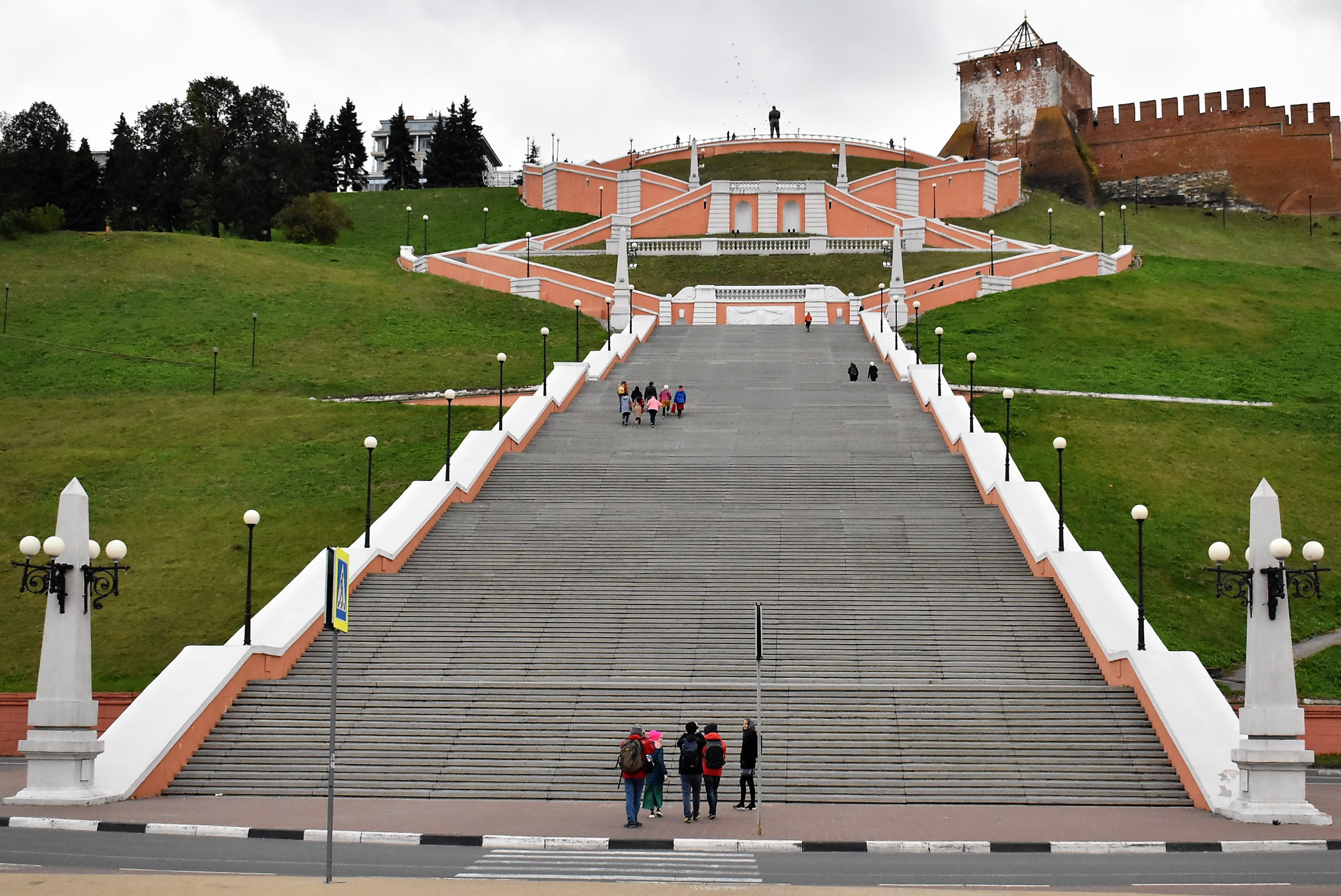
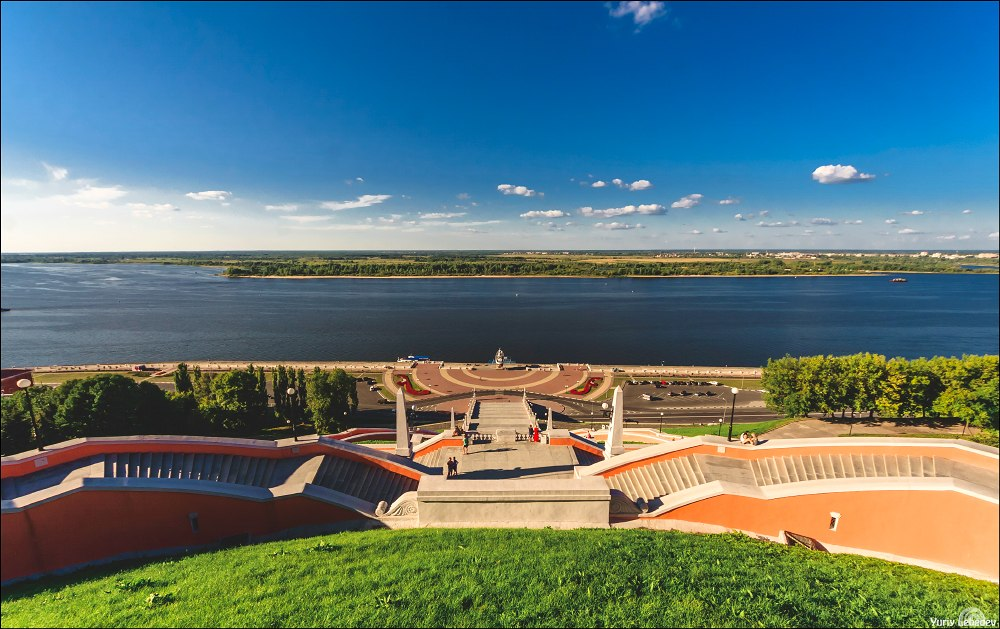
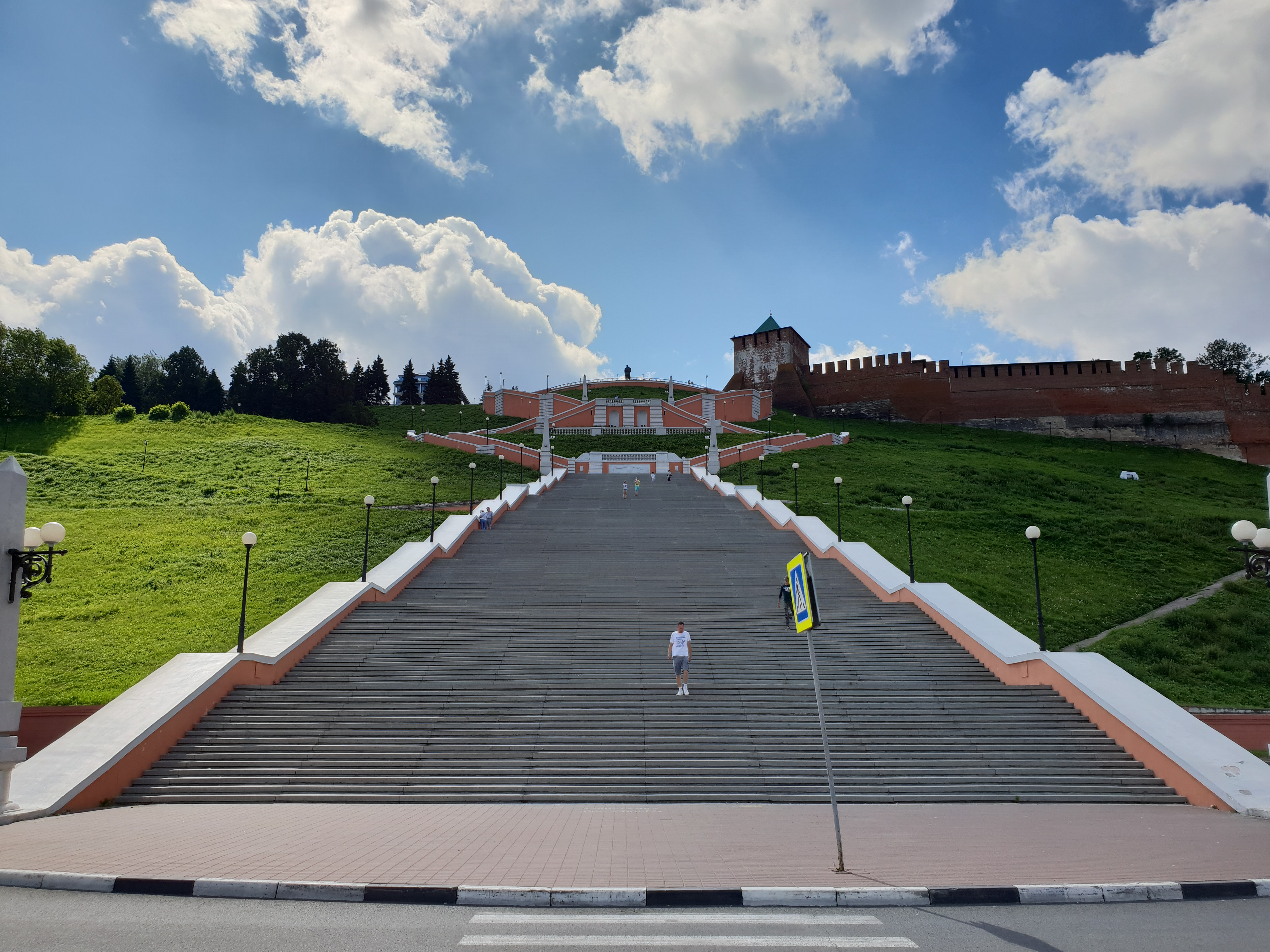
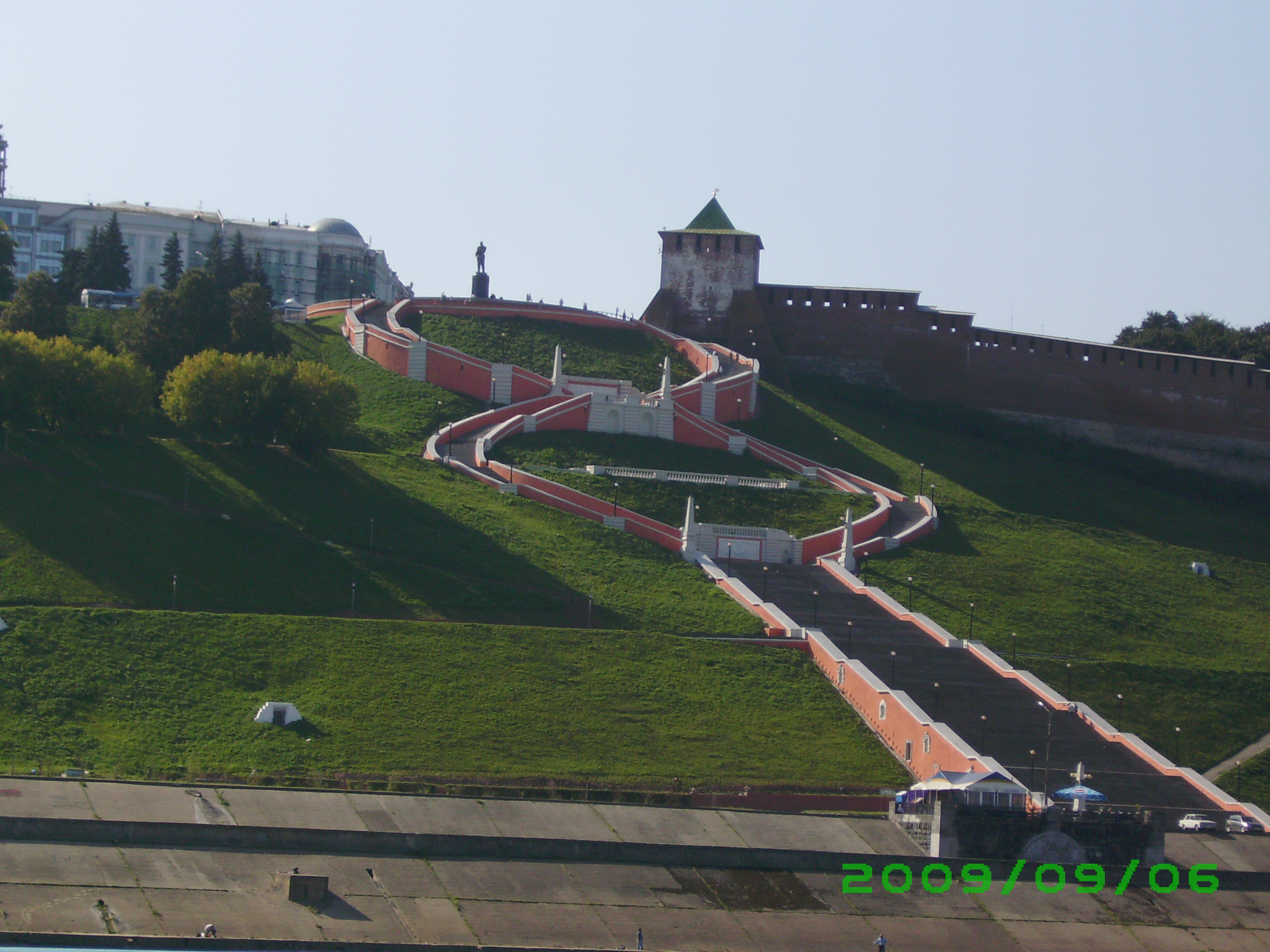
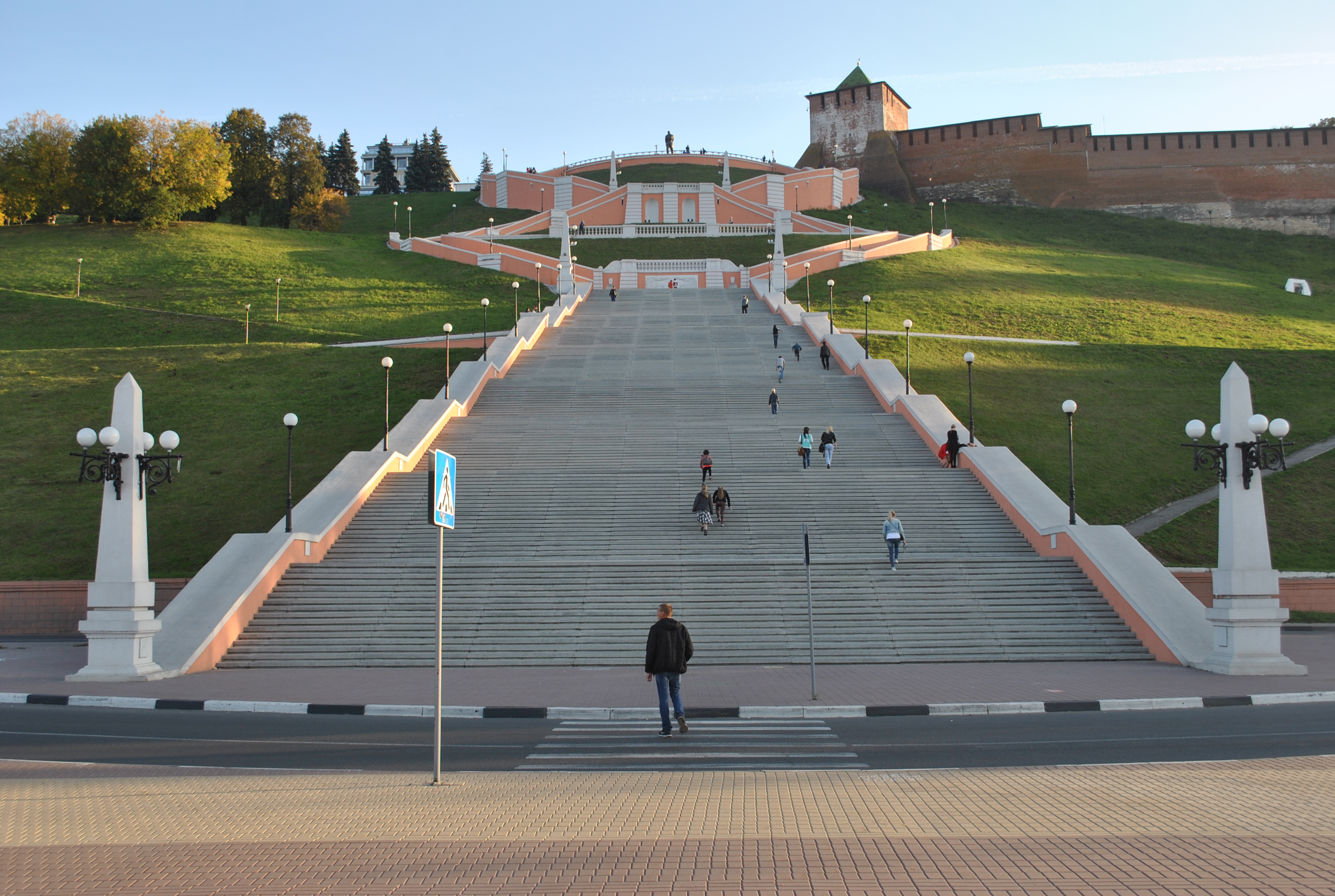
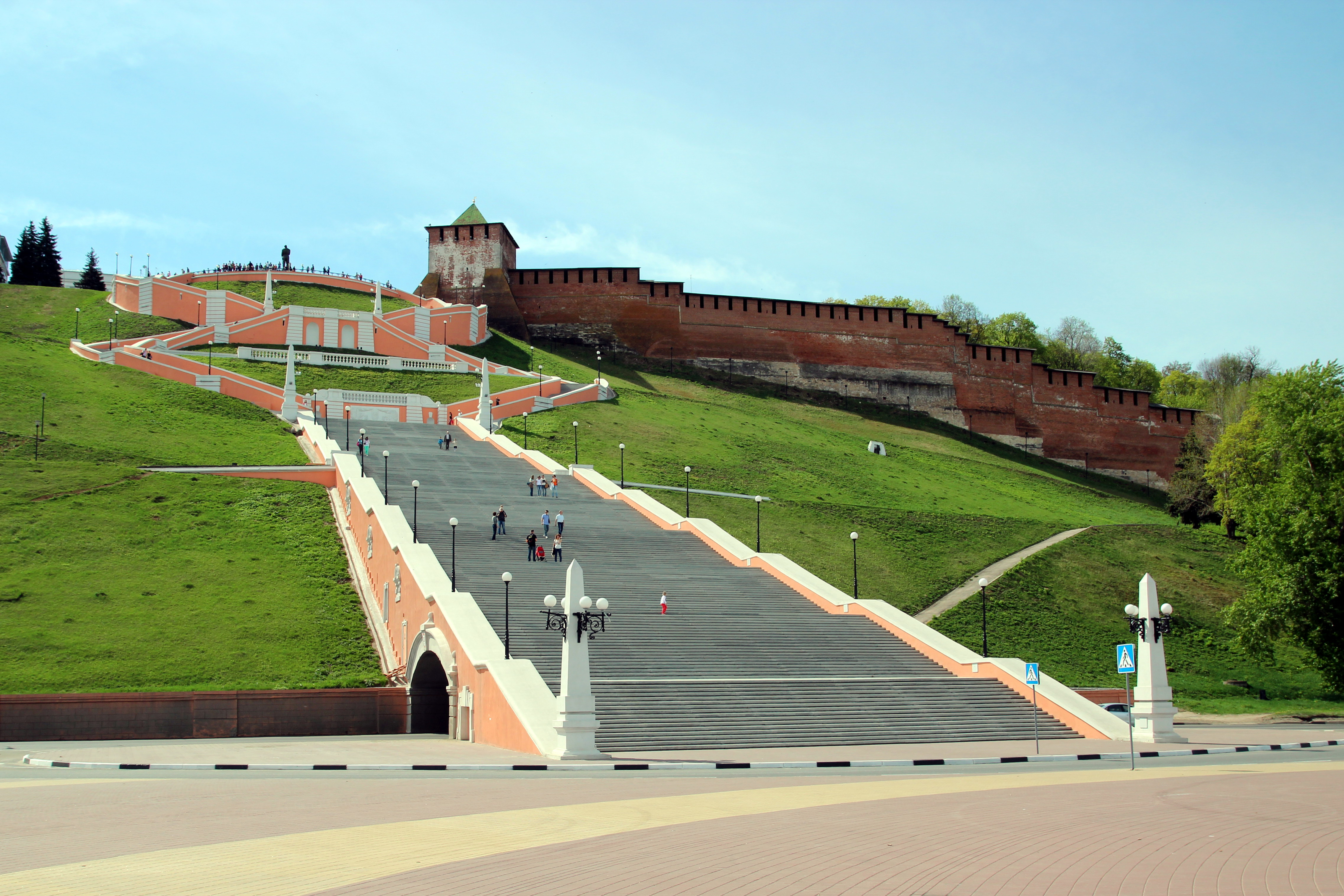
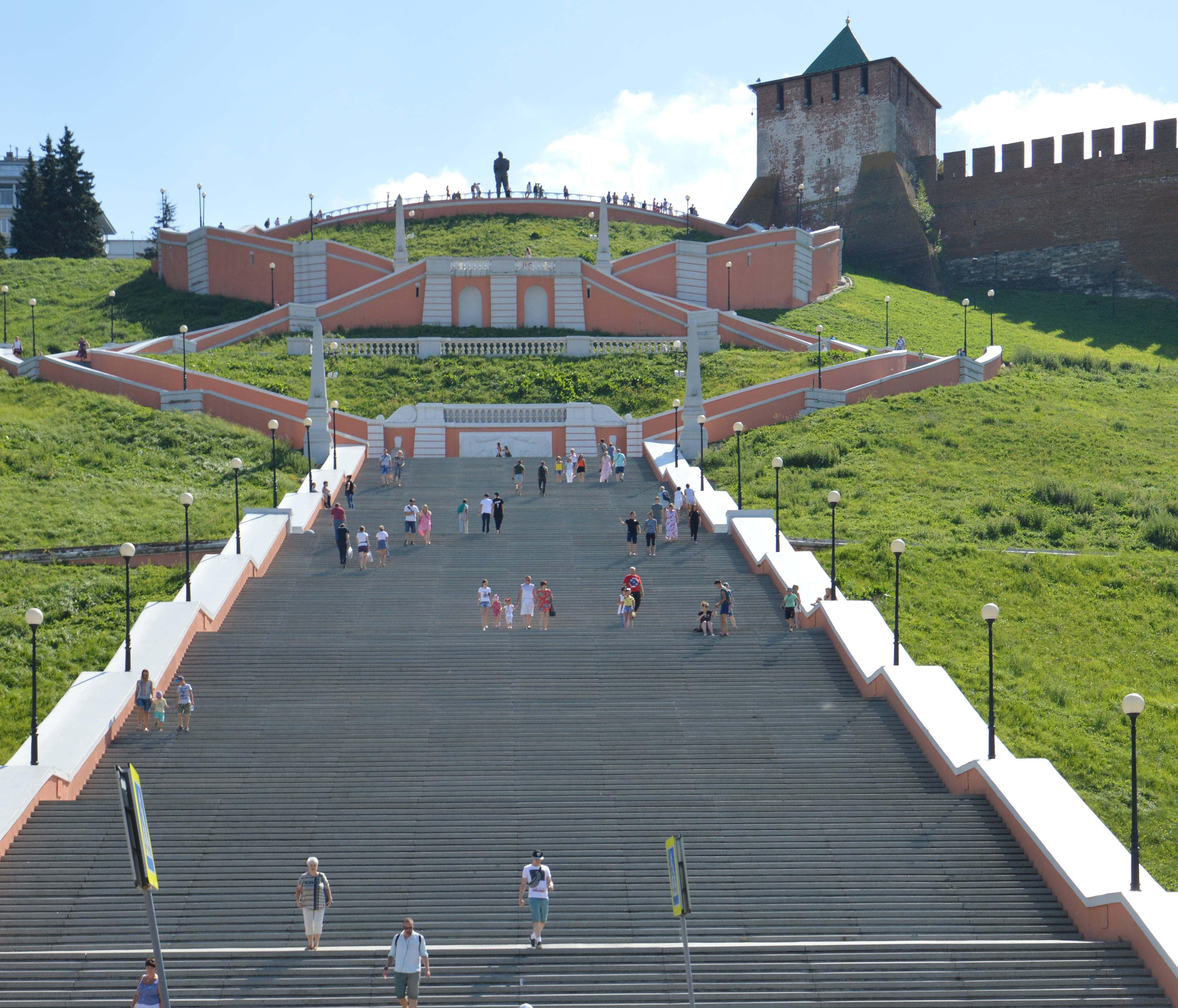
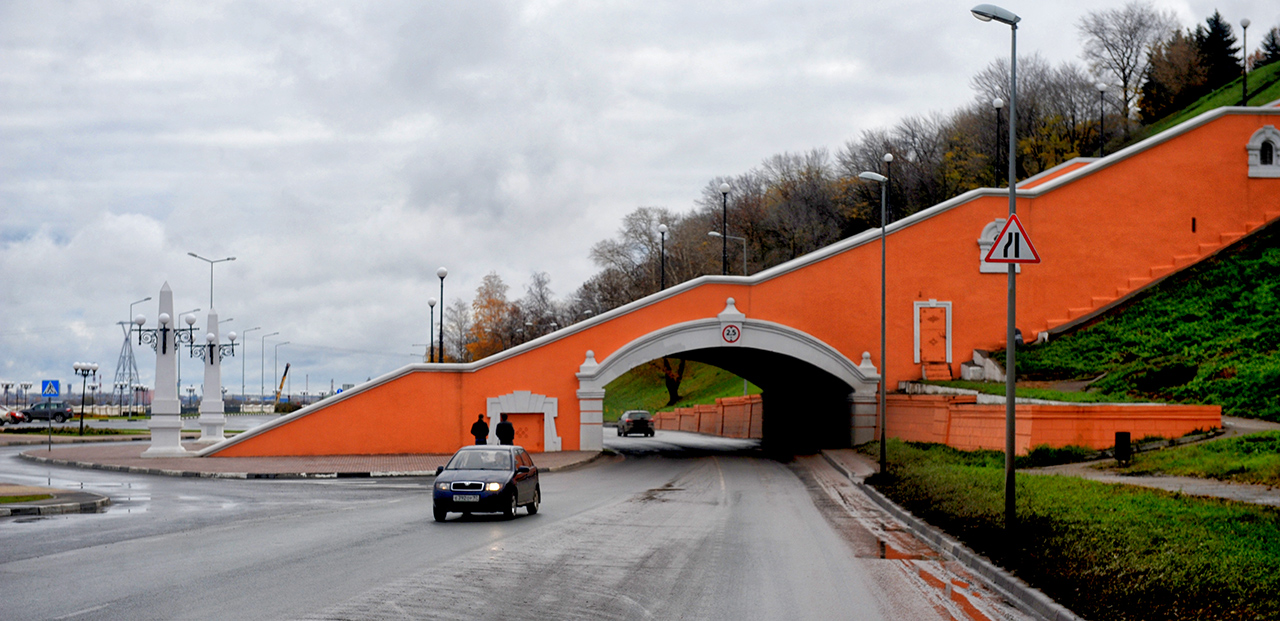
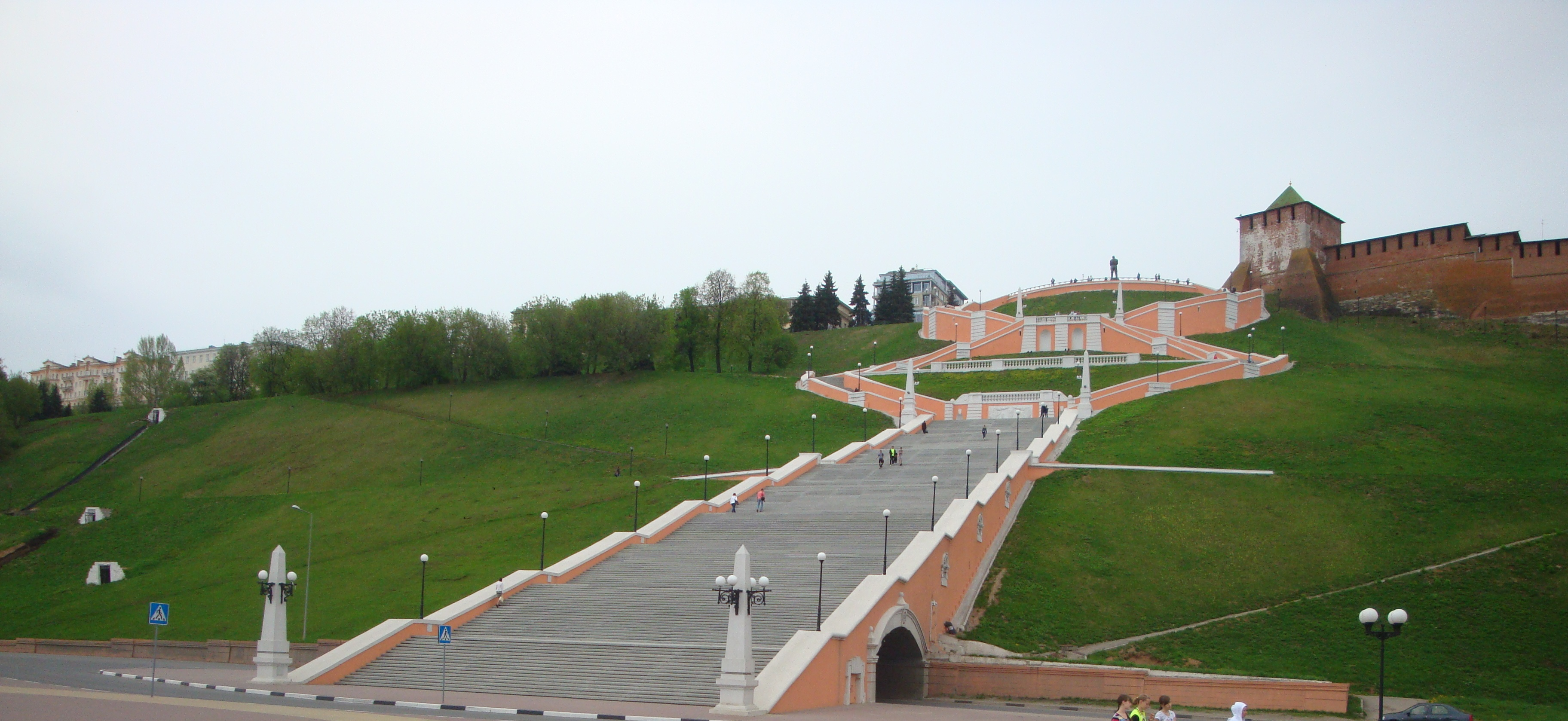
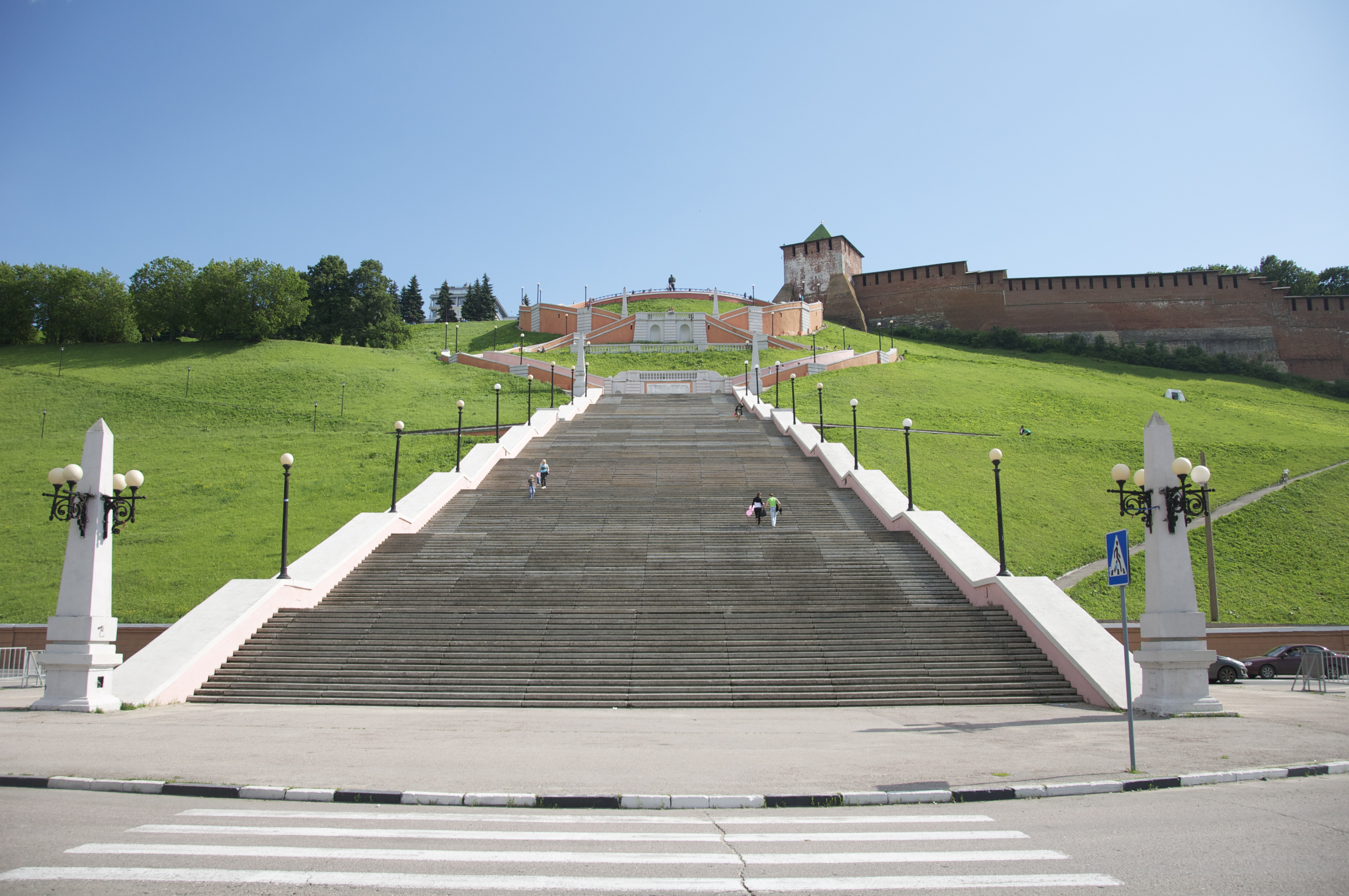
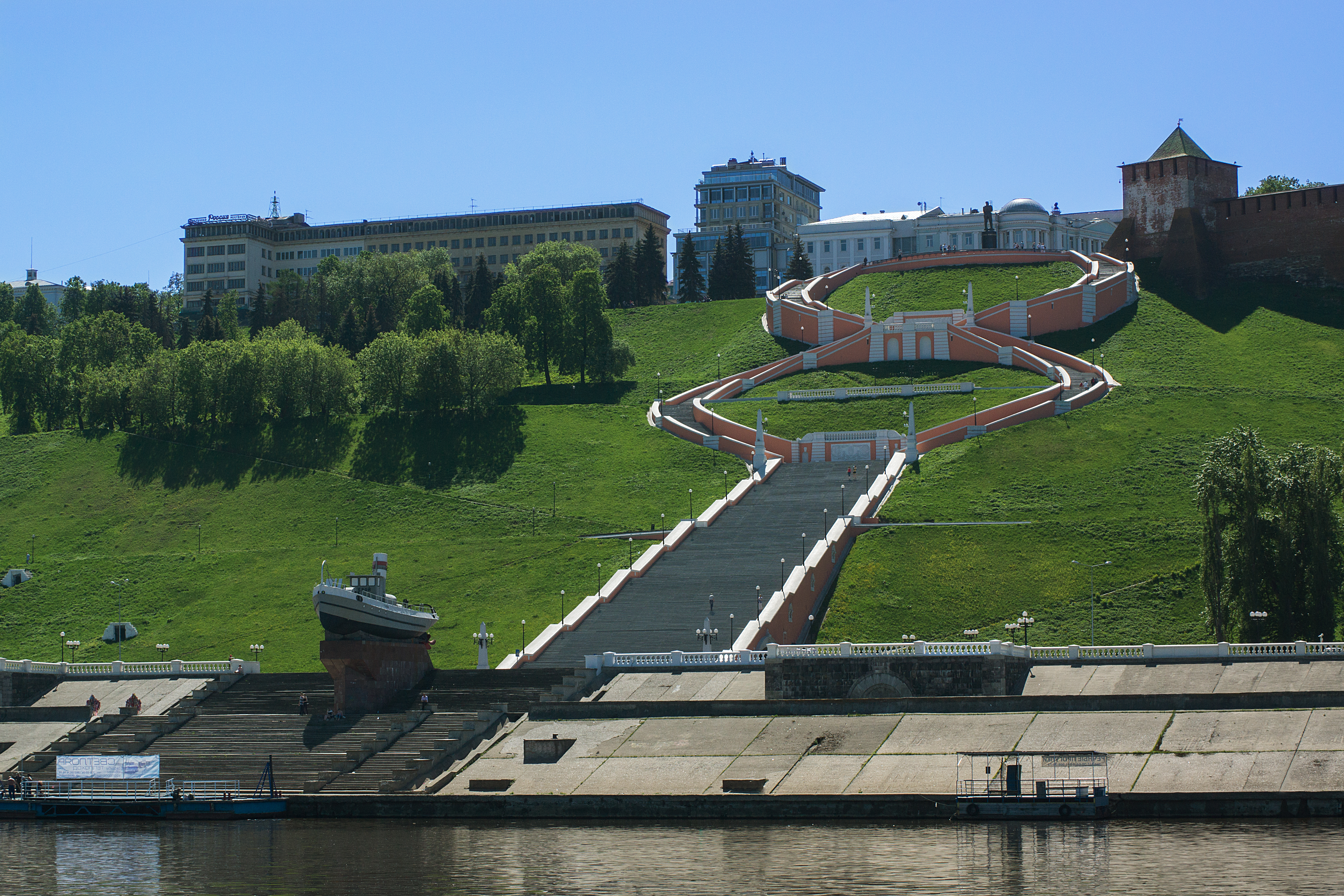

## Sources
- (en) Cet article est partiellement ou en totalité issu de l’article de Wikipédia en anglais intitulé « Chkalov Stairs » (voir la liste des auteurs).